# Kościół św. Jakuba w Niechanowie
Kościół św. Jakuba w Niechanowie – drewniana świątynia wybudowana w latach 1772-1773, w centrum Niechanowa, w powiecie gnieźnieńskim, przy ulicy Różanej. Kościół wpisany do rejestru zabytków pod numerem 974/A decyzją z dnia 6 marca 1970 roku. 
Kościół wchodzi w skład Wielkopolskiego Szlaku św. Jakuba Apostoła. 

## Historia
Pierwszy kościół wybudowany został w 1525 lub 1532 roku z fundacji Jana Tomickiego, odnawiany w 3 ćw. XVII wieku, w XVIII wieku opisywany jako zniszczony z uszkodzonym dachem. Prawdopodobnie około 1772 roku kościół został rozebrany. Obecny kościół został zbudowany na miejscu wcześniejszego. Pierwotnie był orientowany, jednonawowy z węższym prezbiterium od wschodu i wieżą od zachodu. Do kościoła od strony północnej przylegała zakrystia. W 1784 roku proboszcz Melchior Kiełkowicz ufundował ołtarz główny, konfesjonały i ławy. W 1811 roku naprawiano dach i wieżę. W 1888 roku Franciszek Żółtowski ufundował nowe okna. W roku 1908 kościół został mocno przebudowany według projektu architekta L. Lutscha, budowę sfinansował Stanisław Żółtowski. W trakcie przebudowy rozebrano wieżę i postawiono nową w miejscu zakrystii, przedłużono nawę o część murowaną z nową fasadą w stylu neobarokowym oraz postawiono nową, murowaną zakrystię.

## Architektura
Kościół wzniesiony w konstrukcji zdwojonej: ściany zrębowe otacza drewniany szkielet z zewnątrz oszalowany. Kościół jest jednonawowy (w części murowanej nawa jest szersza) z węższym prezbiterium. Do prezbiterium od strony północnej dostawiona jest wieża, od strony południowej - murowana zakrystia. Od strony południowej do nawy przylega niewielka kruchta. Nawa i prezbiterium przykryte są dachami dwuspadowymi, wieża namiotowym. Dachy kryte gontem.
Wnętrze nakryte stropem, w części murowanej występuje sklepienie kolebkowe. W przyziemu wieży znajduje się kaplica otwarta do wnętrza szeroką arkadą, W części zachodniej - murowany chór muzyczny wsparty na dwóch filarach.

## Wystrój i wyposażenie
Do wyposażenia świątyni należą ołtarz główny w stylu późnobarokowym powstały w 3 ćw. XVIII wieku z obrazem św. Jakuba, rokokowe: dwa ołtarze boczne, ambona podtrzymywana przez klęczącego anioła, chrzcielnica, ławki i konfesjonał. W kaplicy kościoła znajduje się nagrobek Franciszka Żółtowskiego i jego żony Zofii z Zamoyskich, a pod emporą chóru – epitafium Stanisława Żółtowskiego i jego żony Marii z Sapiehów.

## Galeria

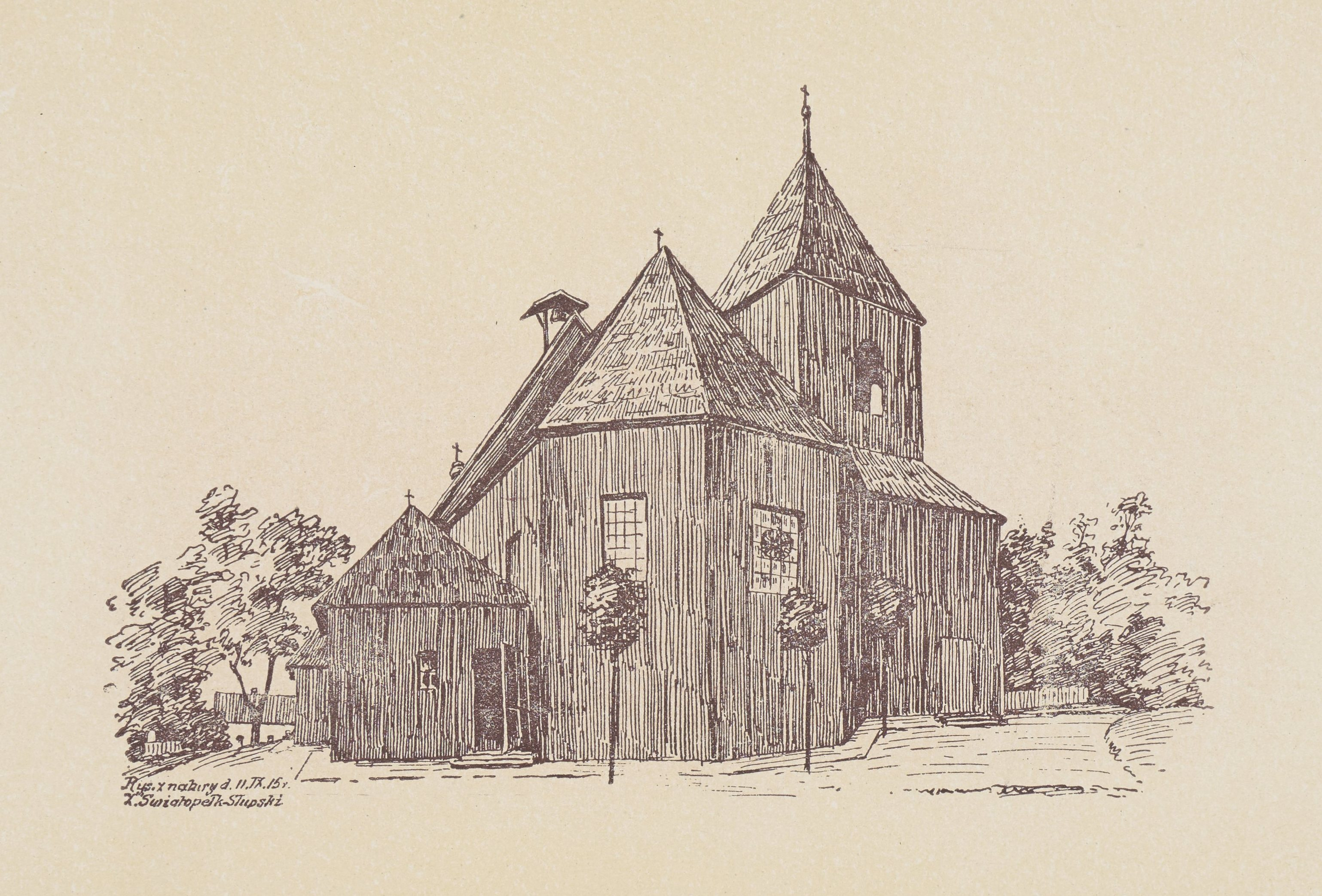
Kościół na grafice sprzed 1917
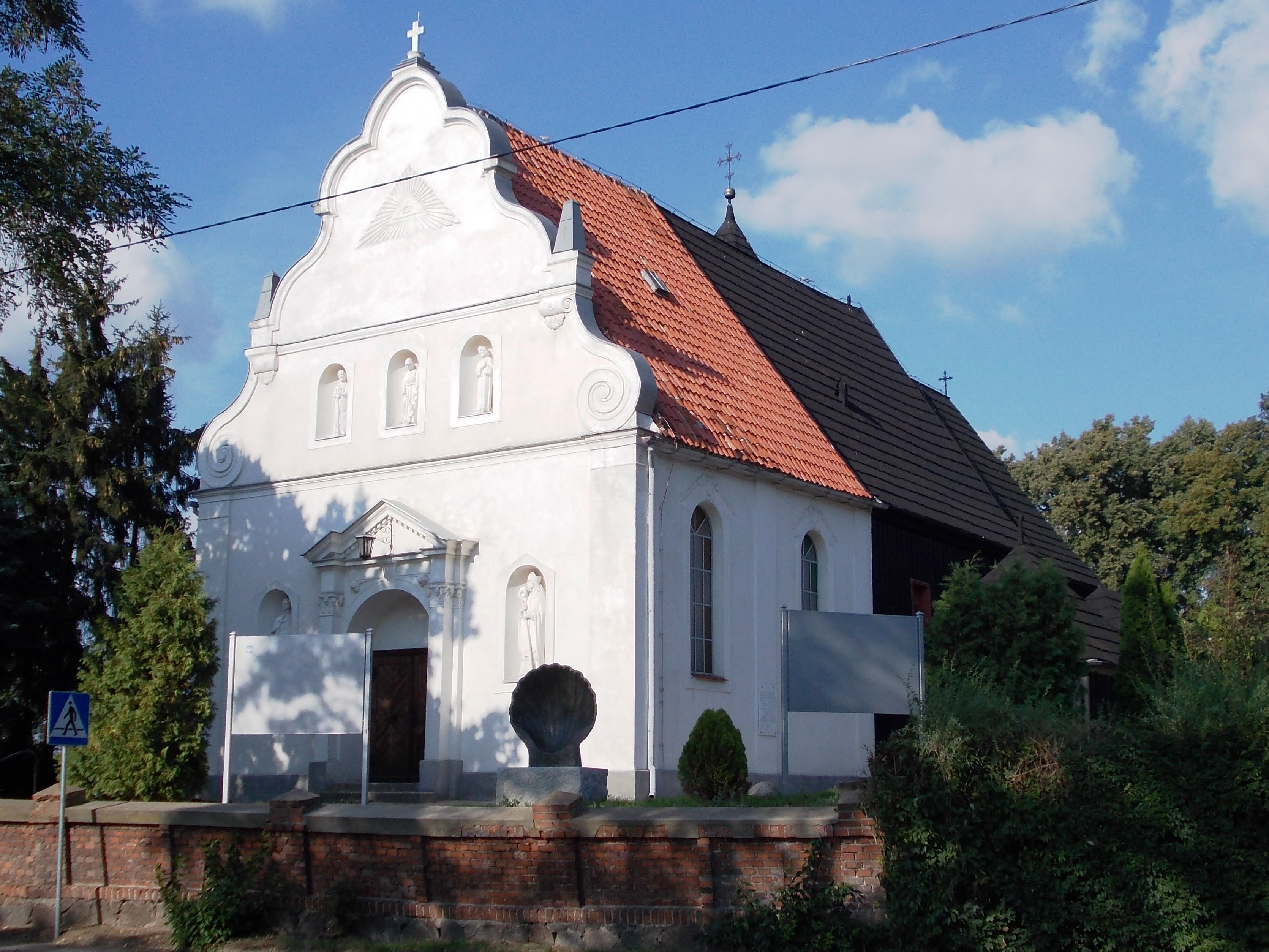
Widok od strony fasady
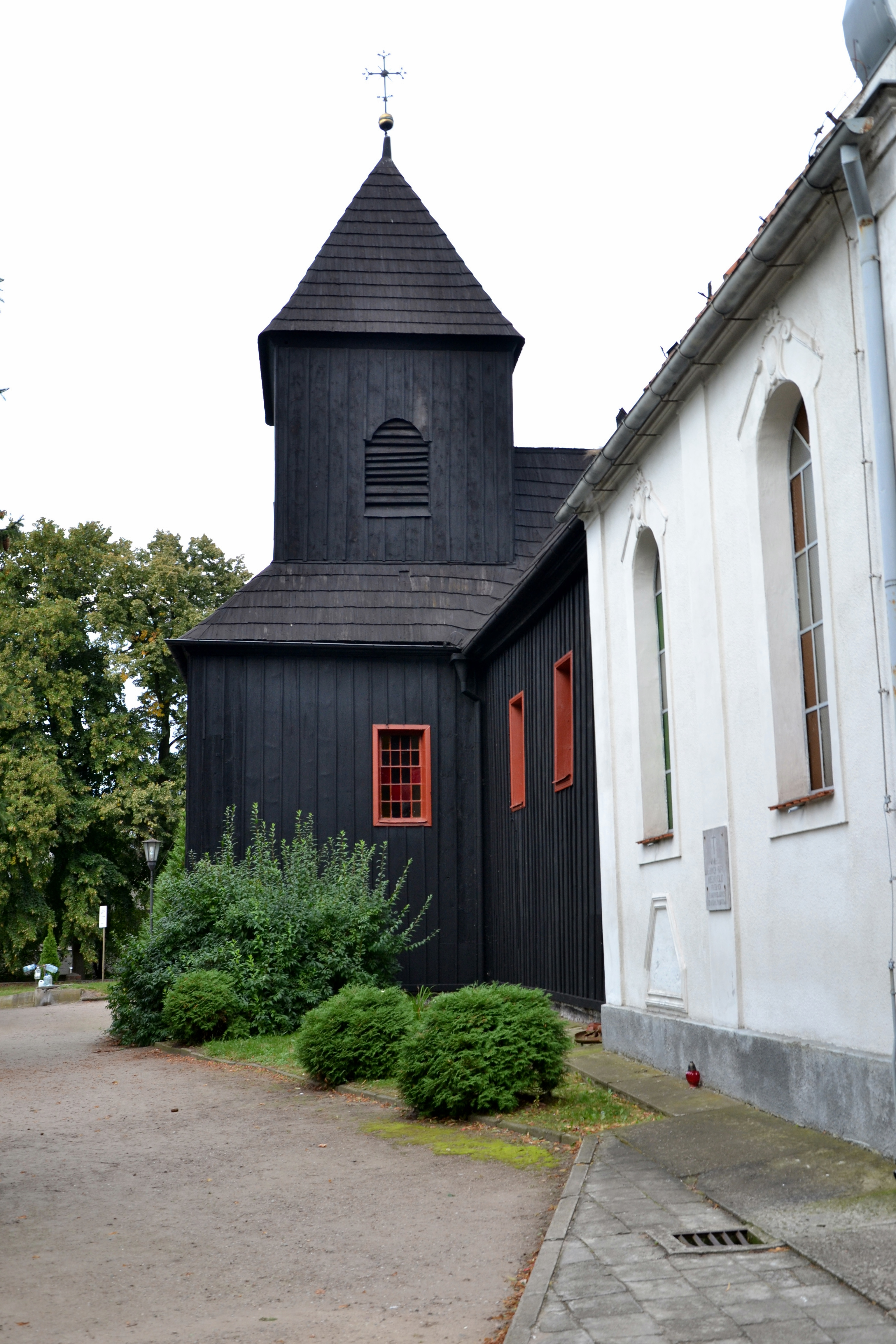
Elewacja boczna z widokiem na wieżę
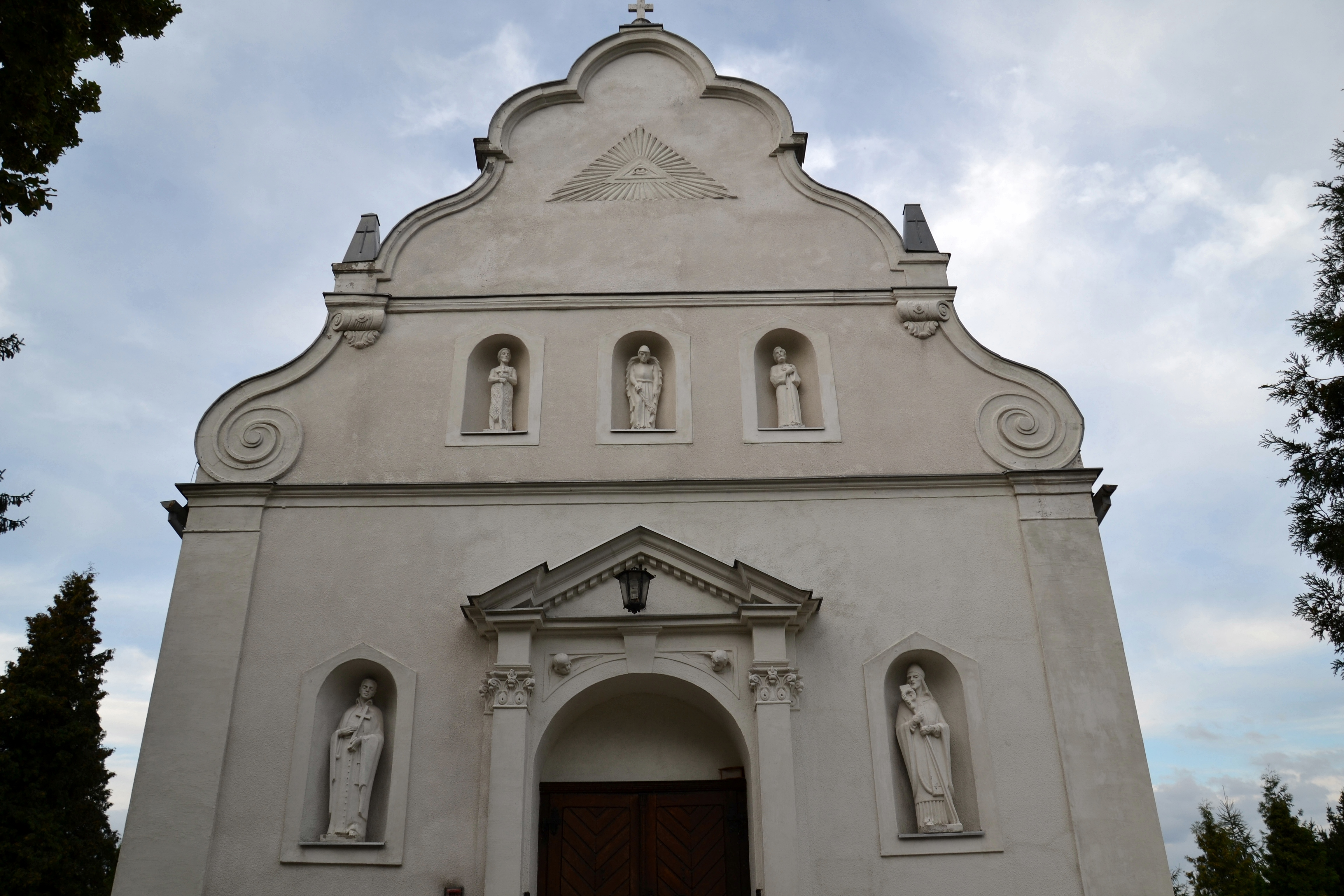
Fragment fasady